# Puchar Polski w hokeju na lodzie 2015
Puchar Polski w hokeju na lodzie mężczyzn 2015 – 18. edycja rozgrywek o Puchar Polski, zorganizowana przez Polską Hokej Ligę Sp. z o.o. za sezon 2015/2016.

## Formuła
We wrześniu został ogłoszony regulamin rozgrywek Pucharu Polski. Rywalizacja składała się z dwóch etapów. Pierwszy pokrywał się z rozgrywkami ligowymi Polskiej Hokej Ligi, gdzie dwanaście klubów rozegrało dwie pełne rundy spotkań. Na podstawie miejsc w tabeli cztery pierwsze drużyny wywalczyły awans do drugiego etapu tj. turnieju finałowego. Zespoły zostały podzielone w następujące pary: 1 – 4 i 2 – 3. W finale zagrali zwycięzcy meczów półfinałowych. Nie rozegrano meczu o trzecie miejsce.
W drugim etapie w przypadku remisu w regulaminowym czasie gry, następowała dziesięciominutowa dogrywka. Jeśli spotkanie nadal nie zostało rozstrzygnięte, wówczas przeprowadzano serię rzutów karnych w oparciu o przepisy PZHL. Mecze w drugim etapie prowadzili czterej sędziowie, po dwóch głównych i liniowych. Spotkania półfinałowe i finał rozgrywek odbył się 29 i 30 grudnia 2015 roku.

## Organizacja
Podobnie jak w poprzedniej edycji turniej finałowy miał się odbyć w Krakowie na Kraków Arenie. Działacze PZHL i PHL nie wybrali jednak oferty złożonej przez Zarząd Infrastruktury Sportowej na organizację Mistrzostw Świata Dywizji IA w Krakowie i przyjęli propozycję Katowic. Turniej Pucharu Polski miał być dla organizatorów próbą przed mistrzostwami świata. Pod koniec listopada działacze związkowi złożyli propozycję władzom samorządowym Nowego Targu oraz działaczom Podhala na zorganizowanie turnieju. Wkrótce po tym prezes PZHL Dawid Chwałka poinformował, iż turniej zostanie zorganizowany w Nowym Targu.
Organizatorzy rozgrywek 10 grudnia na specjalnie zwołanej konferencji prasowej poinformowali, że turniej finałowy Pucharu Polski w dniach 29 i 30 grudnia po raz drugi w historii odbędzie się w Miejskiej Hali Lodowej w Nowym Targu. Pierwszy miał miejsce w 2005 roku, a zwyciężyła wówczas drużyna TKH ThyssenKrupp Toruń, która w finale pokonała po rzutach karnych SSA Wojas Podhale Nowy Targ. Podczas konferencji Janusz Wierzbowski, prezes PHL i sekretarz generalny PZHL poinformował, że o wyborze Nowego Targu zadecydowały trzy czynniki:

Po pierwsze hokej od zawsze kojarzy się z tym miastem, po drugie Szarotki zawsze walczyły o najwyższe cele w ekstralidze, a po trzecie to jest moment, kiedy jest tu najwięcej turystów, a podczas tego turnieju chcemy zrobić mocną promocję Polski i Katowic jako organizatora przyszłorocznych mistrzostw świata. Mam więc nadzieję, że współpraca z miastem, służbami porządkowymi i oczywiście klubem zaowocuje prawdziwym sportowym świętem.

Dużym problemem organizacyjnym był brak monitoringu na lodowisku w Nowym Targu, przez co jedynie kibice z powiatu nowotarskiego mogli oglądać mecze ligowe na żywo. Polska Hokej Liga przy współpracy z firmą zewnętrzną, zainstalowała na lodowisku przy ul. Parkowej kilkanaście przenośnych kamer, dzięki czemu spotkania półfinałowe oraz finał mogli obejrzeć kibice wszystkich drużyn. Organizatorzy w przeciwieństwie do poprzednich edycji nie przewidzieli nagrody finansowej, co wynikało z konieczności pokrycia kosztów monitoringu i organizacji zawodów, a triumfator turnieju otrzymał przechodni puchar.

## Przed turniejem

### Uczestnicy
Do półfinałów zakwalifikowały się cztery najlepsze po dwóch rundach PHL drużyny: ComArch Cracovia, TatrySki Podhale Nowy Targ, GKS Tychy oraz JKH GKS Jastrzębie. Zgodnie  regulaminem rozgrywek utworzyły pary półfinałowe, w których Cracovia grała z JKH, a Podhale z GKS Tychy. Pierwszy mecz półfinałowy rozpoczął się o godz. 16.00, a drugi o godz. 18.00. Finał rozegrano o godz. 18.30. Godziny rozpoczęcia spotkań dostosowane zostały do stacji TVP Sport, która prowadziła relację na żywo.
Tabela po dwóch rundach PHL
| Msc. | Zespół                        | M  | Pkt | W  | WPD | WPK | PPD | PPK | P  | G + | G - | +/-  |
| ---- | ----------------------------- | -- | --- | -- | --- | --- | --- | --- | -- | --- | --- | ---- |
| 1    | Comarch Cracovia              | 22 | 54  | 17 | 1   | 0   | 0   | 1   | 3  | 116 | 38  | +78  |
| 2    | KH TatrySki Podhale Nowy Targ | 22 | 53  | 16 | 0   | 2   | 0   | 1   | 3  | 116 | 43  | +73  |
| 3    | GKS Tychy                     | 22 | 51  | 17 | 0   | 0   | 0   | 0   | 5  | 119 | 49  | +69  |
| 4    | JKH GKS Jastrzębie            | 22 | 48  | 14 | 0   | 2   | 0   | 2   | 4  | 74  | 41  | +33  |
| 5    | KS Unia Oświęcim              | 22 | 38  | 11 | 1   | 1   | 1   | 0   | 8  | 79  | 66  | +13  |
| 6    | Ciarko PBS Bank STS Sanok     | 22 | 37  | 11 | 1   | 0   | 1   | 1   | 8  | 69  | 50  | +19  |
| 7    | Orlik Opole                   | 22 | 36  | 11 | 0   | 1   | 0   | 1   | 9  | 80  | 62  | +18  |
| 8    | TMH Polonia Bytom             | 22 | 33  | 10 | 1   | 0   | 1   | 0   | 10 | 84  | 71  | +13  |
| 9    | HK Zagłębie Sosnowiec         | 22 | 19  | 6  | 0   | 0   | 1   | 0   | 15 | 49  | 94  | -45  |
| 10   | KS Nesta Mires Toruń H.S.A.   | 22 | 13  | 3  | 1   | 0   | 2   | 0   | 16 | 61  | 109 | -48  |
| 11   | Naprzód Janów                 | 22 | 11  | 2  | 2   | 0   | 1   | 0   | 17 | 45  | 118 | -73  |
| 12   | SMS U20 Sosnowiec             | 22 | 3   | 1  | 0   | 0   | 0   | 0   | 21 | 26  | 177 | -151 |

Legenda:

Msc. = lokata w tabeli, M = liczba rozegranych spotkań, Pkt = Liczba zdobytych punktów, W = Liczba meczów wygranych, WPD = Liczba meczów wygranych po dogrywce, WPK = Liczba meczów wygranych po karnych, PPD = Liczba meczów przegranych po dogrywce, PPK = Liczba meczów przegranych po karnych, P = Liczba meczów przegranych, G+ = Gole strzelone, G- = Gole stracone, +/- = Bilans bramkowy

      = Awans do Turnieju finałowego Pucharu Polski

### Snow Eagle Challenge
Podobnie jak przed rokiem podczas turnieju hokeiści wszystkich klubów wzięli udział w akcji Snow Eagle Challenge 2. Celem akcji jest zwrócenie powszechnej uwagi na kondycję fizyczną przeciętnego dziecka. Na jego wady postawy, malejącą aktywność sportową oraz rosnące uzależnienie od gier i internetu. Zawodnicy po zdobyciu pierwszej bramki w meczu wykonali inscenizację orła, którą robi się na śniegu. Jednym z ambasadorów akcji jest napastnik JKH, Leszek Laszkiewicz.

### Sędziowie
Kilka dni przed rozpoczęciem turnieju organizatorzy ogłosili obsadę sędziowską. Trzy spotkania sędziować miało ośmiu sędziów, czterech głównych i czterech liniowych. Sędziami głównymi byli: 
Tomasz Radzik (Nowy Sącz), Przemysław Kępa (Nowy Targ), Włodzimierz Marczuk (Toruń) i Maciej Pachucki (Gdańsk), natomiast na linii pomagali im: Marcin Młynarski (Myślenice), Tomasz Przyborowski (Krynica), Mariusz Smura (Bytom) i Marcin Polak (Katowice). W spotkaniu finałowym Przemysława Kępę zastąpił Zbigniew Wolas (Oświęcim).

### Media i transmisje
Mecze turnieju finałowego Pucharu Polski na żywo pokazywała stacja telewizyjna TVP Sport i internetowa sport.tvp.pl. Kwadrans przed każdym ze spotkań było studio meczowe, którego prowadzącym był Robert Walczak. W roli ekspertów wystąpili byli hokeiści Gabriel Samolej i Roman Steblecki, a wywiady przeprowadzała Anna Kozińska. Spotkania komentował Stanisław Snopek wspólnie z jednym z wspomnianych gości.
Akredytację na spotkania Pucharu Polski uzyskało 23 dziennikarzy, 21 fotoreporterów, 2 dziennikarzy radiowych oraz 7 dziennikarzy Nowotarskiej Telewizji Kablowej i Telewizji Podhale.

## Składy
Do turnieju finałowego drużyna Cracovii przystępowała w najsilniejszym składzie. Wszyscy hokeiści z wyjątkiem napastnika, Oliviera Paczkowskiego byli zdrowi. Z niepełną kadrą do Nowego Targu przyjechała drużyna JKH GKS Jastrzębie. Kontuzjowani byli chorwacki bramkarz Mate Krešimir Tomljenović, a także Vladimír Lukáčik i Kamil Świerski, którzy leczyli urazy kolan. W drużynie mistrza Polski, GKS Tychy kontuzjowani byli Jaroslav Hertl, który doznał urazu kostki oraz Mateusz Bepierszcz i Remigiusz Gazda. Do składu przed turniejem powrócili kontuzjowani Michał Kotlorz i Jarosław Rzeszutko, a dla Michała Woźnicy mecze Pucharu Polski były pierwszymi w tym sezonie. Trener Podhala Nowy Targ, Marek Ziętara nie mógł skorzystać z kontuzjowanego obrońcy Roberta Mrugały oraz napastnika Kaspra Bryniczki, który doznał złamania szczęki.
Przed turniejem kluby wzmocniły swoje składy kontraktując nowych graczy. Drużyna Podhala Nowy Targ pozyskała utytułowanego napastnika Brayana McGregora. Kanadyjczyk występował wcześniej w fińskiej lidze Mestis oraz czeskiej ekstralidze, gdzie z drużyną HC Oceláři Trzyniec w 2011 roku wywalczył mistrzostwo. Kontrakt z 25-letnim obrońcą Janem Látalem na kilka godzin przed półfinałowym meczem z Cracovią podpisał zespół JKH GKS Jastrzębie. Czeski defensor w swojej karierze występował głównie w czeskiej ekstralidze i na jej zapleczu. Miał zastąpić w kadrze swojego rodaka Tomáša Semráda, który z przyczyn osobistych rozwiązał kontrakt  klubem.

### Comarch Cracovia
| SKŁAD             | SKŁAD | SKŁAD               | SKŁAD          | SKŁAD        | SKŁAD                     | SKŁAD |
| Lp                | Nr    | Zawodnik            | Data urodzenia | Wzrost/Waga  | Wychowanek                |       |
| ----------------- | ----- | ------------------- | -------------- | ------------ | ------------------------- | ----- |
| BRAMKARZE         |       |                     |                |              |                           |       |
| 1.                | 53.   | Robert Kowalówka    | 1993-12-14     | 180 cm/78 kg | Unia Oświęcim             |       |
| 2.                | 1.    | Michael Łuba        | 1995-03-12     | 181 cm/79 kg | ?                         |       |
| 3.                | 31.   | Rafał Radziszewski  | 1981-07-10     | 177 cm/86 kg | Podhale Nowy Targ         |       |
| OBROŃCY           |       |                     |                |              |                           |       |
| 4.                | 14.   | Bartosz Dąbkowski   | 1985-02-07     | 185 cm/95 kg | TKH Toruń                 |       |
| 5.                | 29.   | Rafał Dutka         | 1985-08-14     | 179 cm/84 kg | Podhale Nowy Targ         |       |
| 6.                | 74.   | Michal Grman        | 1982-07-30     | 187 cm/90 kg | MHk 32 Liptowski Mikułasz |       |
| 7.                | 26.   | Maciej Kruczek      | 1988-01-26     | 186 cm/80 kg | KTH Krynica               |       |
| 8.                | 23.   | Dawid Maciejewski   | 1991-01-02     | 188 cm/88 kg | GKS Stoczniowiec Gdańsk   |       |
| 9.                | 74.   | Peter Novajovský    | 1989-09-27     | 184 cm/85 kg | ?                         |       |
| 10.               | 55.   | Patryk Noworyta     | 1983-07-04     | 181 cm/86 kg | Unia Oświęcim             |       |
| 11.               | 97.   | Mateusz Rompkowski  | 1986-05-08     | 184 cm/85 kg | GKS Stoczniowiec Gdańsk   |       |
| 12.               | 8.    | Patryk Wajda        | 1988-05-20     | 181 cm/86 kg | MMKS Nowy Targ            |       |
| NAPASTNICY        |       |                     |                |              |                           |       |
| 13.               | 20.   | Adam Domogała       | 1993-04-03     | 189 cm/68 kg | ?                         |       |
| 14.               | 84.   | Filip Drzewiecki    | 1984-05-01     | 177 cm/83 kg | GKS Stoczniowiec Gdańsk   |       |
| 15.               | 61.   | Krystian Dziubiński | 1988-05-28     | 181 cm/88 kg | MMKS Nowy Targ            |       |
| 16.               | 11.   | Jakub Gawlik        | 1998-04-06     | 182 cm/79 kg | ?                         |       |
| 17.               | 10.   | Kacper Guzik        | 1993-04-06     | 182 cm/92 kg | MMKS Nowy Targ            |       |
| 18.               | 95.   | Damian Kapica       | 1992-07-18     | 176 cm/75 kg | MMKS Nowy Targ            |       |
| 19.               | 77.   | Karol Kisielewski   | 1995-10-07     | 177 cm/78 kg | STS Sanok                 |       |
| 20.               | 4.    | Oliver Paczkowski   | 1995-01-05     | 188 cm/83 kg | ?                         |       |
| 21.               | 19.   | Grzegorz Pasiut     | 1987-05-07     | 185 cm/91 kg | KTH Krynica               |       |
| 22.               | 66.   | Jarosław Sap        | 1996-03-19     | 187 cm/77 kg | ?                         |       |
| 23.               | 90.   | Petr Šinágl         | 1982-02-18     | 176 cm/82 kg | HC Energie Karlowe Wary   |       |
| 24.               | 9.    | Damian Słaboń       | 1979-01-28     | 178 cm/80 kg | GKS Tychy                 |       |
| 25.               | 71.   | Patrik Svitana      | 1988-07-10     | 180 cm/75 kg | HK Poprad                 |       |
| 26.               | 92.   | Maciej Urbanowicz   | 1986-07-12     | 183 cm/89 kg | GKS Stoczniowiec Gdańsk   |       |
| 27.               | 15.   | Marek Wróbel        | 1989-05-15     | 186 cm/74 kg | GKS Stoczniowiec Gdańsk   |       |
| Sztab szkoleniowy |       |                     |                |              |                           |       |
| -                 | TR    | Rudolf Roháček      | 1963-03-25     | I trener     |                           |       |
| -                 | TR    | Mariusz Dulęba      | 1975-02-08     | II trener    |                           |       |

### GKS Tychy
| SKŁAD             | SKŁAD | SKŁAD                | SKŁAD          | SKŁAD        | SKŁAD                   | SKŁAD | SKŁAD |
| Lp                | Nr    | Zawodnik             | Data urodzenia | Wzrost/Waga  | Wychowanek              |       |       |
| ----------------- | ----- | -------------------- | -------------- | ------------ | ----------------------- | ----- | ----- |
| BRAMKARZE         |       |                      |                |              |                         |       |       |
| 1.                | 33.   | Kamil Kosowski       | 1987-02-17     | 184 cm/80 kg | JKH GKS Jastrzębie      |       |       |
| 2.                | 18.   | Kamil Lewartowski    | 1998-02-06     | 182 cm/75 kg | MOSM Tychy              |       |       |
| 3.                | 48.   | Štefan Žigárdy       | 1984-07-25     | 189 cm/85 kg | HC Ytong Brno           |       |       |
| OBROŃCY           |       |                      |                |              |                         |       |       |
| 4.                | 65.   | Mateusz Bryk         | 1989-08-24     | 185 cm/80 kg | JKH GKS Jastrzębie      |       |       |
| 5.                | 6.    | Bartosz Ciura        | 1992-11-20     | 186 cm/87 kg | UKH Dębica              |       |       |
| 6.                | 20.   | Remigiusz Gazda      | 1995-08-19     | 179 cm/79 kg | MKS Sokoły Toruń        |       |       |
| 7.                | 71.   | Jaroslav Hertl       | 1989-10-28     | 192 cm/99 kg | HC Slavia Praga         |       |       |
| 8.                | 33.   | Michael Kolarz       | 1987-01-12     | 198 cm/90 kg | HC Vítkovice            |       |       |
| 9.                | 87.   | Michał Kotlorz       | 1987-05-12     | 179 cm/87 kg | wychowanek              |       |       |
| 10.               | 67.   | Bartłomiej Pociecha  | 1992-03-22     | 186 cm/85 kg | KTH Krynica             |       |       |
| 11.               | 45.   | Łukasz Sokół         | 1981-09-12     | 183 cm/85 kg | BTH Bydgoszcz           |       |       |
| NAPASTNICY        |       |                      |                |              |                         |       |       |
| 10.               | 3.    | Adam Bagiński        | 1980-03-17     | 184 cm/82 kg | GKS Stoczniowiec Gdańsk |       |       |
| 11.               | 77.   | Mateusz Bepierszcz   | 1991-05-19     | 188 cm/86 kg | Legia Warszawa          |       |       |
| 12.               | 24.   | Radosław Galant      | 1990-11-10     | 190 cm/88 kg | KTH Krynica             |       |       |
| 13.               | 91.   | Bartłomiej Jeziorski | 1998-04-22     | 189 cm/75 kg | MOSM Tychy              |       |       |
| 14.               | 10.   | Kamil Kalinowski     | 1992-04-11     | 175 cm/77 kg | MKS Sokoły Toruń        |       |       |
| 15.               | 91.   | Maksim Kartoszkin    | 1989-05-17     | 183 cm/90 kg | Spartak Moskwa          |       |       |
| 16.               | 21.   | Patryk Kogut         | 1991-10-19     | 187 cm/94 kg | Naprzód Janów           |       |       |
| 17.               | 85.   | Marcin Kolusz        | 1985-01-18     | 186 cm/85 kg | Podhale Nowy Targ       |       |       |
| 18.               | 5.    | Filip Komorski       | 1991-12-27     | 179 cm/80 kg | Legia Warszawa          |       |       |
| 19.               | 82.   | Mikołaj Łopuski      | 1985-12-24     | 189 cm/93 kg | GKS Stoczniowiec Gdańsk |       |       |
| 20.               | 15.   | Dawid Majoch         | 1993-09-03     | 178 cm/79 kg | KTH Krynica             |       |       |
| 21.               | 13.   | Jarosław Rzeszutko   | 1986-10-17     | 183 cm/80 kg | GKS Stoczniowiec Gdańsk |       |       |
| 22.               | 73.   | Josef Vítek          | 1981-01-08     | 175 cm/92 kg | HC Pardubice            |       |       |
| 23.               | 66.   | Jakub Witecki        | 1990-07-21     | 187 cm/83 kg | KTH Krynica             |       |       |
| 24.               | 14.   | Michał Woźnica       | 1983-05-10     | 178 cm/80 kg | MOSM Tychy              |       |       |
| Sztab szkoleniowy |       |                      |                |              |                         |       |       |
| -                 | TR    | Jiří Šejba           | 1962-07-22     | I trener     |                         |       |       |
| -                 | TR    | Krzysztof Majkowski  | 1978-04-04     | II trener    |                         |       |       |

### JKH GKS Jastrzębie
| SKŁAD             | SKŁAD | SKŁAD                     | SKŁAD          | SKŁAD         | SKŁAD                   | SKŁAD | SKŁAD |
| Lp                | Nr    | Zawodnik                  | Data urodzenia | Wzrost/Waga   | Wychowanek              |       |       |
| ----------------- | ----- | ------------------------- | -------------- | ------------- | ----------------------- | ----- | ----- |
| BRAMKARZE         |       |                           |                |               |                         |       |       |
| 1.                | 41.   | Kamil Berggruen           | 1996-07-09     | 182 cm/94 kg  | ?                       |       |       |
| 2.                | 33.   | Mate Krešimir Tomljenović | 1993-08-03     | 181 cm/81 kg  | KHL Mladost             |       |       |
| 3.                | 72.   | David Zabolotny           | 1994-03-31     | 180 cm/74 kg  | MUKS Orlik Opole        |       |       |
| OBROŃCY           |       |                           |                |               |                         |       |       |
| 4.                | 48.   | Tobiasz Bigos             | 1986-02-14     | 180 cm/82 kg  | wychowanek              |       |       |
| 5.                | 94.   | Jakub Gimiński            | 1994-01-29     | 178 cm/74 kg  | MKS Sokoły Toruń        |       |       |
| 6.                | 17.   | Kamil Górny               | 1989-09-20     | 182 cm/80 kg  | wychowanek              |       |       |
| 7.                | 16.   | Martin Janaćek            | 1989-03-06     | 178 cm/82 kg  | HC Novy Jicin           |       |       |
| 8.                | 24.   | Jan Látal                 | 1990-03-21     | 184 cm/88 kg  | HC Kladno               |       |       |
| 9.                | 71.   | Vladimír Lukáčik          | 1993-03-24     | 185 cm/88 kg  | ?                       |       |       |
| 10.               | 68.   | Tomasz Pastryk            | 1986-02-23     | 193 cm/89 kg  | wychowanek              |       |       |
| 11.               | 92.   | Patrik Vrána              | 1989-06-11     | 190 cm/100 kg | VHK Vsetín              |       |       |
| NAPASTNICY        |       |                           |                |               |                         |       |       |
| 12.               | 8.    | Richard Bordowski         | 1982-06-20     | 185 cm/94 kg  | ?                       |       |       |
| 13.               | 29.   | Mateusz Danieluk          | 1986-04-17     | 188 cm/93 kg  | wychowanek              |       |       |
| 14.               | 97.   | Krzysztof Dudkiewicz      | 1996-07-04     | 182 cm/76 kg  | ?                       |       |       |
| 15.               | 95.   | Jakub Jaworski            | 1996-10-17     | 184 cm/82 kg  | ?                       |       |       |
| 16.               | 10.   | Tomasz Kulas              | 1984-05-01     | 177 cm/83 kg  | wychowanek              |       |       |
| 17.               | 81.   | Leszek Laszkiewicz        | 1978-08-11     | 187 cm/85 kg  | wychowanek              |       |       |
| 18.               | 23.   | Patryk Matusik            | 1996-07-01     | 185 cm/85 kg  | wychowanek              |       |       |
| 19.               | 88.   | Radosław Nalewajka        | 1993-11-30     | 170 cm/68 kg  | wychowanek              |       |       |
| 20.               | 20.   | Łukasz Nalewajka          | 1993-11-30     | 173 cm/70 kg  | wychowanek              |       |       |
| 21.               | 89.   | Juraj Petro               | 1991-10-12     | 187 cm/89 kg  | ?                       |       |       |
| 22.               | 15.   | Michal Plichta            | 1989-05-10     | 180 cm/83 kg  | ?                       |       |       |
| 23.               | 13.   | Grzegorz Rostkowski       | 1989-06-27     | 182 cm/80 kg  | Legia Warszawa          |       |       |
| 24.               | 69.   | Patrik Stantien           | 1993-03-22     | 187 cm/87 kg  | HK Dubnica              |       |       |
| 25.               | 88.   | Jakub Stasiewicz          | 1993-10-13     | 183 cm/90 kg  | GKS Stoczniowiec Gdansk |       |       |
| 26.               | 6.    | Michał Szczurek           | 1990-06-26     | 177 cm/64 kg  | wychowanek              |       |       |
| 27.               | 98.   | Kamil Świerski            | 1995-05-07     | 183 cm/74 kg  | KH Sanok                |       |       |
| Sztab szkoleniowy |       |                           |                |               |                         |       |       |
| -                 | TR    | Róbert Kaláber            | 1969-10-08     | I trener      |                         |       |       |
| -                 | TR    | Rafał Bernacki            | 1981-05-05     | II trener     |                         |       |       |

### TatrySki Podhale Nowy Targ
| SKŁAD             | SKŁAD | SKŁAD                | SKŁAD          | SKŁAD         | SKŁAD               | SKŁAD | SKŁAD |
| Lp                | Nr    | Zawodnik             | Data urodzenia | Wzrost/Waga   | Wychowanek          |       |       |
| ----------------- | ----- | -------------------- | -------------- | ------------- | ------------------- | ----- | ----- |
| BRAMKARZE         |       |                      |                |               |                     |       |       |
| 1.                | 25.   | Błażej Kapica        | 1995-08-08     | 163 cm/63 kg  | wychowanek          |       |       |
| 2.                | 99.   | Rodion Musin         | 1997-11-19     | 183 cm/81 kg  | ?                   |       |       |
| 3.                | 94.   | Ondřej Raszka        | 1990-03-04     | 192 cm/92 kg  | HC Oceláři Trzyniec |       |       |
| OBROŃCY           |       |                      |                |               |                     |       |       |
| 4.                | 57.   | Wołodymyr Ałeksiuk   | 1987-06-22     | 183 cm/93 kg  | ?                   |       |       |
| 5.                | 33.   | Joni Haverinen       | 1987-05-17     | 189 cm/95 kg  | HIFK Hockey         |       |       |
| 6.                | 24.   | Oskar Jaśkiewicz     | 1996-06-15     | 186 cm/90 kg  | wychowanek          |       |       |
| 7.                | 68.   | Sebastian Łabuz      | 1978-02-12     | 192 cm/108 kg | wychowanek          |       |       |
| 8.                | 77.   | Robert Mrugała       | 1991-06-06     | 188 cm/86 kg  | wychowanek          |       |       |
| 9.                | 76.   | Maciej Sulka         | 1987-02-21     | 182 cm/84 kg  | wychowanek          |       |       |
| 10.               | 15.   | Damian Tomasik       | 1987-02-21     | 172 cm/65 kg  | wychowanek          |       |       |
| 11.               | 44.   | Mateusz Wojdyła      | 1994-05-03     | 176 cm/77 kg  | wychowanek          |       |       |
| NAPASTNICY        |       |                      |                |               |                     |       |       |
| 12.               | 13.   | Kasper Bryniczka     | 1990-04-15     | 178 cm/89 kg  | wychowanek          |       |       |
| 15.               | 79.   | Dariusz Gruszka      | 1988-11-26     | 187 cm/84 kg  | wychowanek          |       |       |
| 16.               | 93.   | Jarmo Jokila         | 1986-02-13     | 175 cm/86 kg  | Turun Palloseura    |       |       |
| 17.               | 16.   | Daniel Kapica        | 1993-07-29     | 175 cm/75 kg  | wychowanek          |       |       |
| 18.               | 71.   | Bryan McGregor       | 1984-06-27     | 184 cm/94 kg  | ?                   |       |       |
| 19.               | 88.   | Mateusz Michalski    | 1992-07-29     | 186 cm/80 kg  | wychowanek          |       |       |
| 20.               | 69.   | Przemysław Michalski | 1995-03-18     | 178 cm/76 kg  | wychowanek          |       |       |
| 21.               | 9.    | Bartłomiej Neupauer  | 1991-08-24     | 176 cm/79 kg  | wychowanek          |       |       |
| 22.               | 91.   | Dawid Olchawski      | 1994-01-04     | 173 cm/66 kg  | wychowanek          |       |       |
| 23.               | 7.    | Jarosław Różański    | 1976-08-29     | 179 cm/82 kg  | wychowanek          |       |       |
| 24.               | 21.   | Konrad Stypuła       | 1994-06-21     | 173 cm/65 kg  | wychowanek          |       |       |
| 25.               | 64.   | Alexis Svitac        | 1996-11-13     | 172 cm/74 kg  | Toulouse Blagnac    |       |       |
| 26.               | 17.   | Jussi Tapio          | 1986-10-04     | 182 cm/85 kg  | Turun Palloseura    |       |       |
| 27.               | 26.   | Filip Wielkiewicz    | 1994-11-11     | 178 cm/78 kg  | wychowanek          |       |       |
| 28.               | 10.   | Patryk Wronka        | 1995-08-28     | 170 cm/66 kg  | wychowanek          |       |       |
| 28.               | 19.   | Krzysztof Zapała     | 1982-02-11     | 174 cm/85 kg  | wychowanek          |       |       |
| 29.               | 27.   | Damian Zarotyński    | 1993-09-25     | 170 cm/72 kg  | wychowanek          |       |       |
| Sztab szkoleniowy |       |                      |                |               |                     |       |       |
| -                 | TR    | Marek Ziętara        | 1970-06-23     | I trener      |                     |       |       |
| -                 | TR    | Marek Rączka         | 1979-10-09     | II trener     |                     |       |       |

## Przebieg turnieju
Pierwsze spotkanie półfinałowe pomiędzy Comarch Cracovią, a JKH GKS Jastrzębie rozpoczęło się o godz. 16.00. Głównymi arbitrami byli Tomasz Radzik z Nowego Sącza oraz Przemysław Kępa z Nowego Targu. Mecz lepiej rozpoczęli Jastrzębianie oddając kilka strzałów na bramkę Rafała Radziszewskiego. Pod koniec pierwszej tercji przewagę uzyskała drużyna Cracovii, ale strzały Kacpra Guzika, Macieja Kruczka i Filipa Drzewieckiego obronił bramkarz JKH, David Zabolotny. Pierwszą bramkę w 17 minucie meczu zdobył Słowak Peter Novajovský. Obrońca JKH, Tobiasz Bigos odbywał karę mniejszą 2 minut, a Cracovia grała z przewagą jednego zawodnika. Damian Kapica podał krążek przed bramkę do Novajovskiego, który zdobył gola. Przed końcem tercji zawodnicy Jastrzębia mogli wyrównać wynik spotkania, jednak po strzale słowackiego napastnika Patrika Stantiena krążek trafił w słupek. Swojej szansy na drugiego gola dla Cracovii nie wykorzystał Patrik Svitana, po którego uderzeniu krążek odbił się od poprzeczki bramki.
Drugą tercję dobrze rozpoczęli Krakowianie. W 28 minucie Drzewiecki podał zza bramki do Guzika, który zamarkował strzał i odegrał do Grzegorza Pasiuta. Napastnik "Pasów" umieścił krążek w pustej bramce JKH. W 31 minucie spotkania bramkę kontaktową mógł zdobyć Richard Bordowski, ale nie zdołał pokonać Radziszewskiego. Dobrej sytuacji nie wykorzystał również Petr Šinágl. Czech uderzył prosto w Zabolotnego. W 34 minucie Cracovia zdobyła trzeciego gola. Bramkarz JKH próbując rozegrać krążek wzdłuż bandy omyłkowo trafił do własnej bramki.

### Frekwencja
Organizatorzy przygotowali dla kibiców bilety w cenie 10 zł ulgowy oraz 20 zł normalny. Wszystkie bilety zostały wykupione na spotkania z udziałem gospodarzy Podhala Nowy Targ i na trybunach zasiadł komplet 3015 kibiców. Mecz półfinałowy pomiędzy MKS ComArch Cracovią, a JKH GKS Jastrzębie oglądało 300 kibiców. Łączna frekwencja podczas spotkań Pucharu Polski wyniosła 6330 widzów.

## Wyniki

### Półfinały
| 29 grudnia 2014 | ComArch Cracovia | 3:0 | JKH GKS Jastrzębie | Miejska Hala Lodowa, Nowy Targ |

| Szczegóły      | Szczegóły | Szczegóły       | Szczegóły  | Szczegóły |
| -------------- | --- | --------------- | ---------- | --- |
| Godzina: 16:00 | (D. Kapica, P. Noworyta) - P. Novajovský (PP) 16:51 (K. Guzik, F. Drzewiecki) - G. Pasiut (EQ) 27:06 K. Dziubiński (SH) 33:12 | (1:0, 2:0, 0:0) |            | Widzów: 300 Sędzia główny: Przemysław Kępa Tomasz Radzik Sędziowie liniowi: Marcin Młynarski Tomasz Przyborowski |
| Godzina: 16:00 | 8 min. kar |                 | 8 min. kar | Widzów: 300 Sędzia główny: Przemysław Kępa Tomasz Radzik Sędziowie liniowi: Marcin Młynarski Tomasz Przyborowski |

| 29 grudnia 2015 | TatrySki Podhale Nowy Targ | 5:3 | GKS Tychy | Miejska Hala Lodowa, Nowy Targ |

| Szczegóły      | Szczegóły | Szczegóły       | Szczegóły                                                          | Szczegóły |
| -------------- | --- | --------------- | ------------------------------------------------------------------ | --- |
| Godzina: 19:00 | O. Jaśkiewicz (PP) 19:41 B. McGregor (EQ) 27:56 P. Wronka (EQ) 30:08 W. Ałeksiuk (EQ) 44:18 O. Jaśkiewicz (EQ) 55:18 | (1:1, 2:1, 2:1) | 05:12 (EQ) M. Łopuski 27:29 (EQ) R. Galant 49:11 (EQ) J. Rzeszutko | Widzów: 3015 Sędzia główny: Włodzimierz Marczuk Maciej Pachucki Sędziowie liniowi: Marcin Polak Mariusz Smura |
| Godzina: 19:00 | 12 min. kar |                 | 16 min. kar                                                        | Widzów: 3015 Sędzia główny: Włodzimierz Marczuk Maciej Pachucki Sędziowie liniowi: Marcin Polak Mariusz Smura |

### Finał
| 30 grudnia 2015 | TatrySki Podhale Nowy Targ | 0:5 | ComArch Cracovia | Miejska Hala Lodowa, Nowy Targ |

| Szczegóły      | Szczegóły   | Szczegóły       | Szczegóły | Szczegóły                                                                                                  |
| -------------- | ----------- | --------------- | --- | --- |
| Godzina: 18:30 |             | (0:1, 0:2, 0:2) | 02:31 (EQ) M. Rompkowski 22:24 (EQ) D. Słaboń 37:30 (EQ) M. Urbanowicz 40:49 (PP) K. Dziubiński 42:48 (EQ) M. Urbanowicz | Widzów: 3015 Sędzia główny: Tomasz Radzik Zbigniew Wolas Sędziowie liniowi: Marcin Młynarski Mariusz Smura |
| Godzina: 18:30 | 10 min. kar |                 | 10 min. kar | Widzów: 3015 Sędzia główny: Tomasz Radzik Zbigniew Wolas Sędziowie liniowi: Marcin Młynarski Mariusz Smura |